# Overhype
Overhype je brněnská crossoverová skupina, která vznikla v druhé polovině roku 2004 ve složení: Pavel Lasnovský (basa), Martin Ekl (bicí) a Martin Nowak (kytara) a po nějaké době se přidal i Pavlův bratr Lukáš "Calwi" Lasnovský (zpěv). V roce 2005 vystřídal Martina nový kytarista Honza "Larwogn", kterého o 3 roky později nahradil Marek "Cibul" Cibulka. Sestava byla tedy tvořena bratry Lasnovskými - Lukášem "Calwim" Lasnovským a Pavlem Lasnovským, Markem "Cibulem" Cibulkou a Martinem Eklem až do konce roku 2011. V roce 2012 se ke kapele přidává Martin "Blahec" Blahutka jako DJ a Pavel Lasnovský je na postu baskytaristy nahrazen Ondřejem Burdou.
Skupina z počátku hrála pouze covery (zejména Limp Bizkit), avšak chvíli po příchodu nového kytaristy Cibula, na přelomu roku 2008/2009, vydala svoje první demo CD Hardly Manageable Drug. Toto CD obsahující 6 skladeb (včetně intra) bylo nahráno ve studiu Shaark v Bzenci. Za zmínku také stojí, že kapela toto CD, které nahrála i vydala na vlastní náklady, prodávala za 60 Kč. Hned o rok později kapela vydala album Misstake. Album obsahuje 10 písní a bylo nahráno ve studiu Šopa v Lipově. V srpnu 2012 nahráli Overhype již třetí album Social Influenza, které obsahuje 7 nových skladeb.

## Diskografie

### Alba
- 2009: Hardly Manageable Drug
- 2010: Misstake - „Věnováno všem, kteří ve svém životě udělali chybu“[5]
- 2012: Social Influenza
- 2015 Collateral Damage

### Písně
| Rok  | Album                  | Název                    |
| ---- | ---------------------- | ------------------------ |
| 2009 | Hardly Manageable Drug |                          |
| 2009 | Hardly Manageable Drug | „Intro“                  |
| 2009 | Hardly Manageable Drug | „Enemy“                  |
| 2009 | Hardly Manageable Drug | „Hardly Manageable Drug“ |
| 2009 | Hardly Manageable Drug | „Mental Defective“       |
| 2009 | Hardly Manageable Drug | „The Recipe“             |
| 2009 | Hardly Manageable Drug | „Opportunity“            |
| 2010 | Misstake               |                          |
| 2010 | Misstake               | „Misstake“               |
| 2010 | Misstake               | „Ditch in frozen soil“   |
| 2010 | Misstake               | „Gemini“                 |
| 2010 | Misstake               | „Hallucination“          |
| 2010 | Misstake               | „Suicide“                |
| 2010 | Misstake               | „Wet dream“              |
| 2010 | Misstake               | „Clean hands“            |
| 2010 | Misstake               | „Aim“                    |
| 2010 | Misstake               | „Unconcern“              |
| 2010 | Misstake               | „Biz“                    |
| 2012 | Social Influenza       |                          |
| 2012 | Social Influenza       | „Dirty Way“              |
| 2012 | Social Influenza       | „Influenza “             |
| 2012 | Social Influenza       | „Victims of System“      |
| 2012 | Social Influenza       | „Blowin' Away“           |
| 2012 | Social Influenza       | „Little Renegade“        |
| 2012 | Social Influenza       | „Can Ya Get That?“       |
| 2012 | Social Influenza       | „Signature“              |
| 2015 | Collateral Damage      |                          |
| 2015 | Collateral Damage      | „Collateral Damage“      |
| 2015 | Collateral Damage      | „Fake“                   |
| 2015 | Collateral Damage      | „Easy“                   |
| 2015 | Collateral Damage      | „War For Peace“          |
| 2015 | Collateral Damage      | „Judgement Day“          |
| 2015 | Collateral Damage      | „Mate“                   |
| 2015 | Collateral Damage      | „Mistake Of Evolution“   |
| 2015 | Collateral Damage      | „Hypnosis“               |
| 2015 | Collateral Damage      | „Signature vol.2“        |

## Citace
Kytarista Cibul Cibulovič Cibulenko umí vyhmátnout ty pravý rify, který vás nakopnou až vyletíte ze židle. 
BigBoss
V záplavě hloupých pokusů o "americký nu-metal po česku", který jeden jako druhý končí "rapováním" do pivního big beatu, působí OVERHYPE velmi osvěžujícím dojmem. 
Martin Lošťák, Abyss